# Rio dos Porcos
Der Rio dos Porcos ist ein etwa 33 km langer linker Nebenfluss des Rio Piquiri im Westen des brasilianischen Bundesstaats Paraná.

## Geografie

### Lage
Das Einzugsgebiet des Rio dos Porcos befindet sich auf dem Terceiro Planalto Paranaense (Dritte oder Guarapuava-Hochebene von Paraná).

### Verlauf
Sein Quellgebiet liegt im Munizip Corbélia auf 429 m Meereshöhe etwa 6 km nördlich der Ortschaft Nossa Senhora da Penha in der Nähe der BR-369.
Der Fluss verläuft in nordöstlicher Richtung. Nach einem knappen Kilometer erreicht er das Munizip Anahy, das er von Südwest nach Nordost durchquert. Er kreuzt die Staatsstraße PR-474 ungefähr 3 km westlich des Hauptorts. Etwa 5 km nördlich der Stadt Anahy erreicht er wieder die Grenze zwischen Corbélia und Anahy, die er für die restlichen 10 km seines Laufs bestimmt. Er mündet auf 283 m Höhe von links in den Rio Piquiri. Er ist etwa 33 km lang.

### Munizipien im Einzugsgebiet
Am Rio dos Porcos liegen die zwei Munizipien Corbélia und Anahy.